# Стари надгробни споменици у Белом Пољу
Стари надгробни споменици у Белом Пољу (Општина Горњи Милановац) својим бројем и великим типолошким богатством представљају значајну споменичку целину.  Преко података са надгробних споменика може се пратити генеза становништва овог места.

## Бело Поље
Село Бело Поље налази се у југоисточном делу општине Горњи Милановац, на обронцима планине Јешевац. Овуда води регионални пут који повезује Горњи Милановац и Крагујевац. Село је разбијеног типа, подељено на четири дела: Врановачки, Токиће, Велемуге и крај под Котлинама, који се дели на Јанковиће и Поповиће. Први помени села Бело Поље датирају из средњег века, када је овде била летња резиденција деспота Стефана Лазаревића. Првобитно становништво расељено је након  пада Србије. Почев од 18. века на ове просторе почиње да се досељава становништво из околине Бијелог Поља у Црној Гори, а након  Првог српског устанка из Сјенице и Новог Пазара. Од половине 19. века, а нарочито у првој половини 20. века Бело Поље је доживело експанзију, да би према последњим пописима био евидентиран знатан пад броја становника. Насеље припада црквеној парохији манастира Враћевшница, а сеоска слава је Бели Четвртак.

### Сеоско гробље
У Белом Пољу постоји само једно сеоско гробље. Налази се у доњем делу села, према реци Гружи. Гробље је велико, са знатним бројем добро очуваних старих споменика од којих највећи број потиче из 19. века. Старији надгробници углавном су клесани од борачког полугранита. Овај ситнозрни, белопепељасти камен погодан је за урезивање слова и геометријских мотива, али не и за комплексније ликовне представе.